# Filón hidrotermal
Un hidrotermal es un filón cuyos minerales provienen de la precipitación en una cavidad de la roca de sustancias contenidas en disolución por aguas profundas muy calientes y sometidas a fuertes presiones.
Las condiciones de presión y temperatura bajo las cuales se han formado los filones hidrotermales pueden haber sido muy diferentes y hacen que los filones difieran química y estructuralmente. De ahí que se subdividan en tres clases:
- Filones epitermales (con temperaturas y presiones moderadas)
- Filones hipotermales (con temperaturas y presiones elevadas)
- Filones mesotermales (con condiciones intermedias)